# Passalus interstitialis
Passalus interstitialis es una especie de coleóptero de la familia Passalidae.

## Distribución geográfica
Habita en Panamá, México y la Guayana Francesa.